# .tr
.tr és el domini de primer nivell territorial (ccTLD) de Turquia. L'administra el Centre de Càlcul de la Universitat Tècnica de l'Orient Mitjà i gestionat pel Grup DNS del Centre d'Informàtica de l'Autoritat de les TIC. El domini era administrat anteriorment per NIC.tr i gestionat per Turkey Internet Society (el capítol local d'ISOC) fins al setembre de 2022. S'utilitza .nc.tr com a domini de segon nivell per a la República Turca de Xipre del Nord, ja que no té codi de país assignat.

## Estadístiques
El març de 2017, al voltant del 15,53% de tots els dominis .tr es van servir mitjançant un protocol HTTPS segur, sent Let's Encrypt Authority X3 el certificat SSL més popular. Microsoft-IIS és el servidor web més popular, que dona servei al 35,31% dels dominis .tr, seguit d'Apache que ofereix el 35,14% del total de dominis .tr.

## Dominis

### Segon nivell
- .com.tr - Per a usos comercials i generals (vegeu les restriccions).
- .gen.tr - Per a usos generals
- .org.tr - Per a organitzacions (vegeu les restriccions).
- .biz.tr - Per a usos generals
- .info.tr - Per a webs informatius
- .av.tr - Per a advocats i bufets d'advocats.
- .dr.tr - Per a metges, societats mèdiques, hospitals, i les organitzacions sanitàries de primer nivell del Ministeri de Sanitat de Turquia.
- .bel.tr - Per a organitzacions municipals turques.
- .tsk.tr - Per a l'exèrcit turc (Ex. mil.tr)
- .bbs.tr
- .k12.tr - Per a programes d'educació preescolar, primària i secundària, i equivalents, aprovats pel Ministeri d'Educació Nacional.
- .edu.tr - Per a universitats
- .name.tr
- .net.tr - Per a empreses i portals de xarxes, telecomunicacions i infraestructura
- .gov.tr - Per a governs oficials
- .pol.tr - Per a la Policia turca.
- .web.tr - Ús general
- .tel.tr - Es pot adjudicar a particulars i organitzacions residents a Turquia, relacionat amb tots els tipus de números de telèfon que s'utilitzen a Turquia.
- .tv.tr - Per als particulars i organitzacions que demostren activitat en el negoci de la teledifusió, i per als propietaris de programes internacionals.
- .nc.tr - Els dominis que estan per sota del domini de tercer nivell .gov.nc.tr els utilitza el govern de la República Turca de Xipre del Nord; a causa de la seva manca de reconeixement internacional, Xipre del Nord no té domini de primer nivell territorial.

Al principi, nic.tr Arxivat 2007-08-21 a Wayback Machine., el domini del registre oficial, era l'únic domini de segon nivell de .tr, i els altres estaven prohibits. No obstant, darrerament tsk.tr està registrat com a domini de segon nivell. El registre local sembla que ha esmenat la seva política per permetre dominis de segon nivell.